# Limburgisk litteratur
Limburgisk litteratur är den litteratur som är skriven på limburgiska, på en av språkets dialekter. Den limburgiska litteraturen började med Heinrich van Veldeke, som föddes i Spalbeek, Hasselt, Belgien, år 1128 och dog 1190. I den nederländska och tyska litteraturen är Heinrich van Veldeke den vid namn första kända författaren och poeten.
Under 1100-talets början skrev han sitt kändaste verk, Eneïde, om Aeneas. Den skrevs runt 1175, varpå den togs till hertiginnan av Kleve för att editeras.